# 古田溪
古田溪位於中國福建省，是閩江支流之一。
其發源於鷲峰山，經屏南、古田、閩清在舊水口潢入閩江，上游有二源，一為東溪（芹溪），一為西溪，二溪在舊城關匯合後稱古田溪，並形成一盆地，河出盆地後的峽谷，因水力資源豐富，興建有古田水電站，並形成了人工的古田湖。